# 國會期成同盟
國會期成同盟（日语：／ Kokkai Kisei Dōmei)），是1880年(明治13年)日本自愛國社等組織改稱發展而成的組織。藉著這個組織，國會開設運動得以發展成全國性的運動。
在該會中，河野廣中、植木枝盛及岡田健長等人被選為規約編成委員。